# Firmin Ngrébada
Firmin Ngrébada (n. 24 mai 1968, Bangui, Republica Centrafricană) este un politician din Republica Centrafricană care a ocupat funcția de prim-ministru al acestei țări în perioada 2019-2021. El a fost numit după ce a fost semnat un acord de pace între guvern și 14 grupuri armate pentru a încerca să suprime violența în războiul civil în curs. De asemenea, a condus delegația Republicii Centrafricane în negocierile acordului de pace.

## Cariera politică
Firmin Ngrebada a absolvit dreptul, în 1988, apoi a obținut un master în Dreptul Public, în 1994, la Universitatea din Bangui. A intrat în serviciul public în octombrie 1993, ca inspector în dreptul social și al muncii.
Ngrébada a ocupat funcția de director adjunct al cabinetului lui Simplice Sarandji, când Sarandji era director de cabinet și Faustin-Archange Touadéra era prim-ministru. A devenit director de cabinet al Republicii Centrafricane și șef de cabinet al președintelui. La 25 februarie 2019, Ngrébada a depus jurământul ca prim-ministru.
La 10 iunie 2021, Ngrébada și întregul său cabinet au demisionat în urma retragerii a 160 de soldați francezi din țară la începutul aceleiași săptămâni.